# 黄土岭战役旧址
黄土岭战役旧址，位于中国河北省保定市银坊镇黄土岭村，为保定市涞源县的一个省级文物保护单位，类型为近现代文物，公布时间为2001年2月7日。
黄土岭战役旧址的历史年代为1939年。